# Siete pulgadas

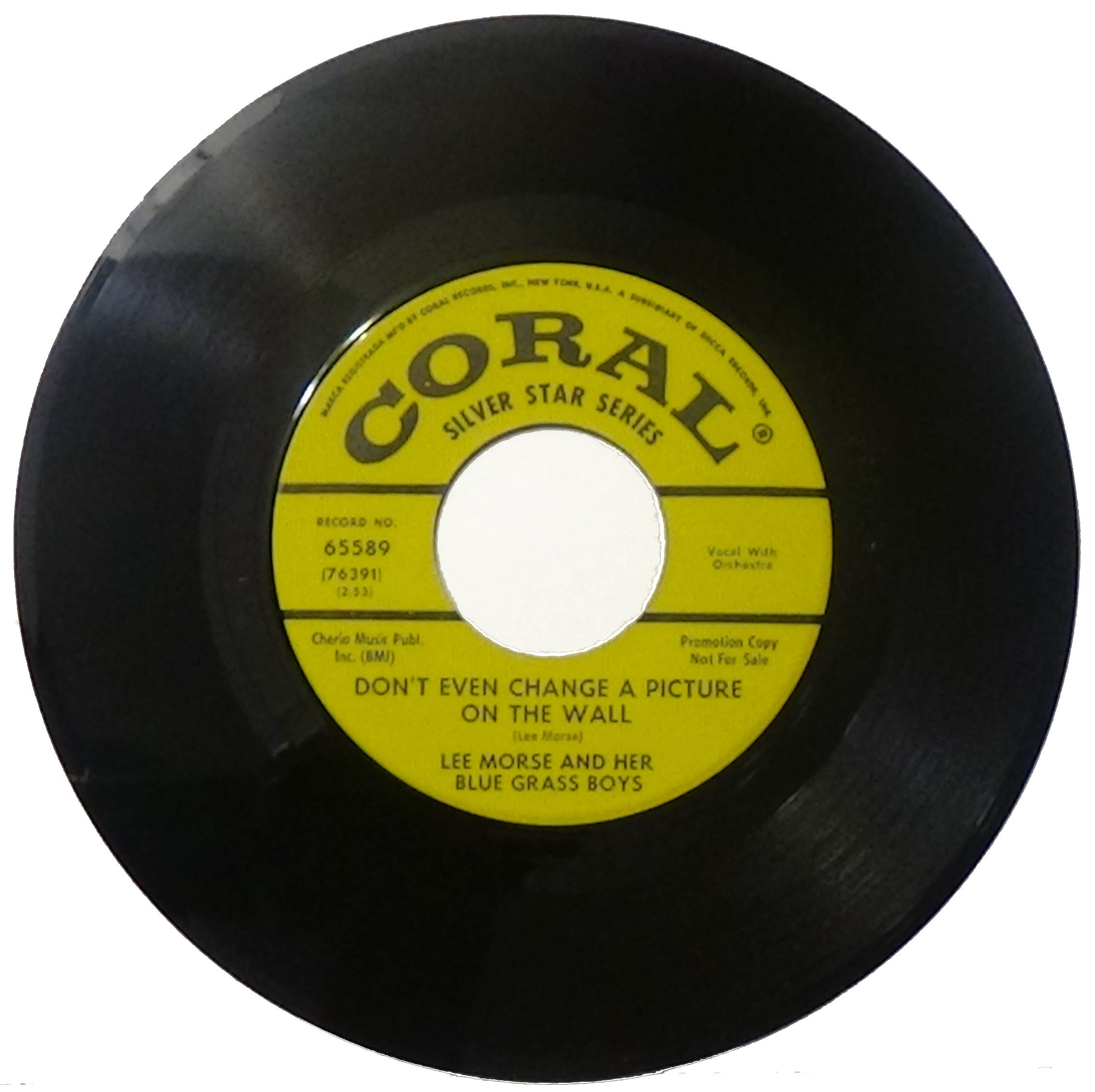
Disco de vinilo de siete pulgadas

Siete pulgadas es un término popular con que se denomina a los disco de vinilo de dicho diámetro. Se puede utilizar tanto para referirse a un EP como para hablar de un sencillo.

## Breve historia
El 21 de junio de 1948, los discos de doce pulgadas (30 cm), conocidos también con el nombre de LP, fueron presentados por la empresa Columbia Records en una rueda de prensa en Nueva York. En febrero de 1949, RCA Victor lanzó los primeros sencillos de 45 RPM, pero en discos más pequeños de siete pulgadas de diámetro, con un agujero en el centro más grande, para obligar al usuario a tener que comprar tocadiscos con este nuevo mecanismo. En la actualidad, muchos de los EP que se publican en este formato tienen el agujero pequeño como los LP.